# Inflatella viridis
Inflatella viridis är en svampdjursart som först beskrevs av Topsent 1892.  Inflatella viridis ingår i släktet Inflatella och familjen Coelosphaeridae. Inga underarter finns listade i Catalogue of Life.